# Liga Premier de Bosnia y Herzegovina
La Liga Premier de Bosnia y Herzegovina (en bosnio: Premijer liga Bosne i Hercegovine, conocida como M:tel Premijer Liga por motivos de patrocinio) es la máxima categoría masculina de fútbol del sistema de ligas de Bosnia y Herzegovina. Se celebra desde la temporada 2000-01 y es organizada por la Federación de Fútbol de Bosnia y Herzegovina.
Los equipos del país formaban parte del sistema de ligas yugoslavo hasta que se produjo la disolución de la república. Con el estallido de la guerra de Bosnia en 1992, los grupos étnicos mayoritarios del país organizaron sus propios campeonatos independientes y no competían entre sí. A pesar de que los acuerdos de paz de Dayton se firmaron en 1995, este modelo se mantuvo hasta que en el 2000 se acordó la actual liga nacional. Durante sus dos primeras temporadas estuvo formada solo por clubes de la Federación de Bosnia y Herzegovina, y a partir de 2002 se sumaron los equipos de la República Srpska.
La Liga Premier es el único campeonato nacional de Bosnia y Herzegovina; la segunda categoría está dividida en la Primera Liga de la Federación de Bosnia y Herzegovina y la Primera Liga de la República Srpska respectivamente.

## Historia
En tiempos de la República Federativa Socialista de Yugoslavia existía una división regional, la Liga de la República de Bosnia-Herzegovina, que funcionaba como tercera categoría: los mejores clubes podían promocionar a la Primera Liga de Yugoslavia. Dentro del sistema federal hubo dos clubes bosnios que se proclamaron campeones nacionales, el F. K. Sarajevo (1966-67 y 1984-85) y el Željezničar Sarajevo (1971-72), que junto a otros como el Velež Mostar y el Sloboda Tuzla fueron los más importantes de la República Socialista de Bosnia-Herzegovina.
A raíz de la disolución de Yugoslavia y la posterior independencia en 1992, se produjo el estallido de la guerra de Bosnia y el fútbol profesional quedó paralizado. Debido a que Bosnia-Herzegovina era un estado multiétnico, los tres grupos mayoritarios del país organizaron campeonatos separados entre sí, tanto en liga como en copa. La recién creada Federación de Fútbol de Bosnia y Herzegovina estuvo formada al principio solo por clubes bosníacos: en 1993 los bosniocroatas habían fundado la Federación de Fútbol de Herzeg-Bosnia y su propia liga independiente, en la que solo podían participar clubes croatas del cantón de Herzegovina Occidental, y en 1994 los serbobosnios hicieron lo propio con la Primera Liga de la República Srpska.
Desde la temporada 1997-98, los mejores equipos de los campeonatos bosníaco y bosniocroata se clasificaban para una fase final por el título nacional, que obtuvo el reconocimiento parcial de la UEFA a efectos de clasificación para competiciones europeas. Después de años de negociaciones, la Federación de Fútbol estableció un único campeonato nacional a partir de la temporada 2000-01, la actual Liga Premier. Aunque la Federación de la República Srpska no había querido sumarse en un primer momento, terminó aceptando y quedó plenamente integrada en el sistema nacional a partir de la temporada 2002-03. En un primer momento competían hasta 16 clubes, y a partir de 2016 la cifra se redujo a 12 participantes.

## Participantes

### Temporada 2025-26
| Equipos             | Ciudad        | Estadio                         | Capacidad |
| ------------------- | ------------- | ------------------------------- | --------- |
| FK Borac Banja Luka | Bania Luka    | Estadio Municipal de Banja Luka | 10 300    |
| HŠK Posušje         | Posušje       | Estadio Mokri Dolac             | 8000      |
| FK Radnik Bijeljina | Bijeljina     | Gradski stadion                 | 6000      |
| FK Rudar Prijedor   | Prijedor      | Gradski stadion                 | 3540      |
| FK Sarajevo         | Sarajevo      | Estadio Asim Ferhatović Hase    | 34 500    |
| NK Široki Brijeg    | Široki Brijeg | Estadio Pecara                  | 7000      |
| FK Sloga Doboj      | Doboj         | Stadion Luke                    | 3000      |
| FK Velež Mostar     | Mostar        | Estadio Rođeni                  | 7000      |
| HŠK Zrinjski Mostar | Mostar        | Bijeli Brijeg                   | 9000      |
| FK Željezničar      | Sarajevo      | Estadio Grbavica                | 14 000    |

## Sistema de competición
La Liga Premier es la máxima categoría del sistema de ligas de Bosnia y Herzegovina, bajo organización de la Federación de Fútbol de Bosnia y Herzegovina (N/FSBiH). La competición se disputa anualmente, desde agosto hasta mayo del año siguiente, y consta de diez participantes.
Siguiendo un sistema de liga, los clubes se enfrentarán todos contra todos en cuatro ocasiones —dos en campo propio y dos en el del rival, y viceversa— hasta disputar un total de 36 jornadas. El orden de los encuentros hasta la se decide por sorteo antes de empezar la competición.
La clasificación final se establece con arreglo a los puntos totales obtenidos por cada equipo al finalizar el campeonato. Los equipos obtienen tres puntos por cada partido ganado, un punto por cada empate y ningún punto por los partidos perdidos. Si al finalizar el campeonato dos equipos igualan a puntos, existen mecanismos de desempate:
1. El que tenga una mayor diferencia entre goles a favor y en contra, según el resultado de los partidos jugados entre ellos.
2. El que tenga la mayor diferencia de goles a favor, teniendo en cuenta todos los obtenidos y recibidos en el transcurso de la competición.
3. El club que haya marcado más goles.

El campeón de liga tiene derecho a disputar la ronda preliminar de la Liga de Campeones de la UEFA, mientras que el segundo y tercer clasificado, así como el vencedor de la Copa de Bosnia y Herzegovina, obtienen una plaza para la ronda preliminar de la Liga Europa Conferencia de la UEFA. En caso de que el campeón de Copa coincida con los tres primeros clasificados, la plaza pasa automáticamente al cuarto mejor equipo de la temporada.
Los dos últimos equipos descienden a la segunda categoría. En función de la entidad política a la que pertenezcan, pueden bajar a Primera Liga de la Federación de Bosnia y Herzegovina o bien a la Primera Liga de la República Srpska. Son reemplazados por el campeón de cada grupo de la división inferior, lo que permite que ambas federaciones tengan al menos un representante en la élite.

## Historial
La siguiente tabla solo recoge los títulos conquistados desde que la Liga Premier obtuvo el reconocimiento de la UEFA, es decir, a partir de la temporada 1994-95.
| Temporada                            | Campeón                                                              | Subcampeón                                                           | Tercero                                                              | Máximo goleador                                                      | Club                                                                 | Goles                                                                |
| Campeonato de Bosnia y Herzegovina   | Campeonato de Bosnia y Herzegovina                                   | Campeonato de Bosnia y Herzegovina                                   | Campeonato de Bosnia y Herzegovina                                   | Campeonato de Bosnia y Herzegovina                                   | Campeonato de Bosnia y Herzegovina                                   | Campeonato de Bosnia y Herzegovina                                   |
| ------------------------------------ | -------------------------------------------------------------------- | -------------------------------------------------------------------- | -------------------------------------------------------------------- | -------------------------------------------------------------------- | -------------------------------------------------------------------- | -------------------------------------------------------------------- |
| 1994–95                              | Čelik Zenica                                                         | FK Sarajevo                                                          | Bosna Visoko                                                         | Bandera de ?                                                         |                                                                      |                                                                      |
| 1995–96                              | Čelik Zenica                                                         | Radnički Lukavac                                                     | Sloboda Tuzla                                                        | Bandera de ?                                                         |                                                                      |                                                                      |
| 1996–97                              | Čelik Zenica                                                         | FK Sarajevo                                                          | Bosna Visoko                                                         | Bandera de ?                                                         |                                                                      |                                                                      |
| 1997–98                              | Željezničar Sarajevo                                                 | FK Sarajevo                                                          | Bosna Visoko                                                         | Bandera de ?                                                         |                                                                      |                                                                      |
| 1998–99                              | Fase final cancelada, la Federación otorgó el título al FK Sarajevo. | Fase final cancelada, la Federación otorgó el título al FK Sarajevo. | Fase final cancelada, la Federación otorgó el título al FK Sarajevo. | Fase final cancelada, la Federación otorgó el título al FK Sarajevo. | Fase final cancelada, la Federación otorgó el título al FK Sarajevo. | Fase final cancelada, la Federación otorgó el título al FK Sarajevo. |
| 1999–2000                            | Brotnjo Čitluk                                                       | Budućnost Banovići                                                   | Jedinstvo Bihać                                                      | Bandera de ?                                                         |                                                                      |                                                                      |
| Liga Premier de Bosnia y Herzegovina |                                                                      |                                                                      |                                                                      |                                                                      |                                                                      |                                                                      |
| 2000–01                              | Željezničar Sarajevo                                                 | Brotnjo Čitluk                                                       | FK Sarajevo                                                          | Dželaludin Muharemović                                               | Željezničar Sarajevo                                                 | 31                                                                   |
| 2001–02                              | Željezničar Sarajevo                                                 | Široki Brijeg                                                        | Brotnjo Čitluk                                                       | Ivica Huljev                                                         | Željezničar Sarajevo                                                 | 15                                                                   |
| 2002–03                              | Leotar Trebinje                                                      | Željezničar Sarajevo                                                 | FK Sarajevo                                                          | Emir Obuća                                                           | FK Sarajevo                                                          | 24                                                                   |
| 2003–04                              | Široki Brijeg                                                        | Željezničar Sarajevo                                                 | FK Sarajevo                                                          | Alen Škoro                                                           | FK Sarajevo                                                          | 20                                                                   |
| 2004–05                              | Zrinjski Mostar                                                      | Željezničar Sarajevo                                                 | Široki Brijeg                                                        | Zoran Rajović                                                        | Zrinjski Mostar                                                      | 17                                                                   |
| 2005–06                              | Široki Brijeg                                                        | FK Sarajevo                                                          | Zrinjski Mostar                                                      | Petar Jelić                                                          | FK Modriča                                                           | 19                                                                   |
| 2006–07                              | FK Sarajevo                                                          | Zrinjski Mostar                                                      | Slavija Sarajevo                                                     | Stevo Nikolić Dragan Benić                                           | FK Modriča Borac Banja Luka                                          | 19                                                                   |
| 2007–08                              | FK Modriča                                                           | Široki Brijeg                                                        | Čelik Zenica                                                         | Darko Spalević                                                       | Slavija Sarajevo                                                     | 18                                                                   |
| 2008–09                              | Zrinjski Mostar                                                      | Slavija Sarajevo                                                     | Sloboda Tuzla                                                        | Darko Spalević                                                       | Slavija Sarajevo                                                     | 17                                                                   |
| 2009–10                              | Željezničar Sarajevo                                                 | Široki Brijeg                                                        | Borac Banja Luka                                                     | Feđa Dudić                                                           | NK Travnik                                                           | 16                                                                   |
| 2010–11                              | Borac Banja Luka                                                     | FK Sarajevo                                                          | Željezničar Sarajevo                                                 | Ivan Lendrić                                                         | Zrinjski Mostar                                                      | 16                                                                   |
| 2011–12                              | Željezničar Sarajevo                                                 | Široki Brijeg                                                        | Borac Banja Luka                                                     | Eldin Adilović                                                       | Željezničar Sarajevo                                                 | 19                                                                   |
| 2012–13                              | Željezničar Sarajevo                                                 | FK Sarajevo                                                          | Borac Banja Luka                                                     | Emir Hadžić                                                          | FK Sarajevo                                                          | 20                                                                   |
| 2013–14                              | Zrinjski Mostar                                                      | Široki Brijeg                                                        | FK Sarajevo                                                          | Wagner Santos Lago                                                   | Široki Brijeg                                                        | 18                                                                   |
| 2014–15                              | FK Sarajevo                                                          | Željezničar Sarajevo                                                 | Zrinjski Mostar                                                      | Rijad Bajić                                                          | Željezničar Sarajevo                                                 | 15                                                                   |
| 2015–16                              | Zrinjski Mostar                                                      | Sloboda Tuzla                                                        | Široki Brijeg                                                        | Leon Benko                                                           | FK Sarajevo                                                          | 17                                                                   |
| 2016–17                              | Zrinjski Mostar                                                      | Željezničar Sarajevo                                                 | FK Sarajevo                                                          | Ivan Lendrić                                                         | Željezničar Sarajevo                                                 | 19                                                                   |
| 2017–18                              | Zrinjski Mostar                                                      | Željezničar Sarajevo                                                 | FK Sarajevo                                                          | Miloš Filipović                                                      | Zrinjski Mostar                                                      | 16                                                                   |
| 2018–19                              | FK Sarajevo                                                          | Zrinjski Mostar                                                      | Široki Brijeg                                                        | Sulejman Krpić                                                       | Željezničar Sarajevo                                                 | 16                                                                   |
| 2019–20                              | FK Sarajevo                                                          | Željezničar Sarajevo                                                 | Zrinjski Mostar                                                      | Mersudin Ahmetović                                                   | FK Sarajevo                                                          | 13                                                                   |
| 2020–21                              | Borac Banja Luka                                                     | FK Sarajevo                                                          | Velež Mostar                                                         | Nemanja Bilbija                                                      | Zrinjski Mostar                                                      | 17                                                                   |
| 2021–22                              | Zrinjski Mostar                                                      | Tuzla City                                                           | Borac Banja Luka                                                     | Nemanja Bilbija                                                      | Zrinjski Mostar                                                      | 33                                                                   |
| 2022–23                              | Zrinjski Mostar                                                      | Borac Banja Luka                                                     | Željezničar Sarajevo                                                 | Nemanja Bilbija                                                      | Zrinjski Mostar                                                      | 24                                                                   |
| 2023–24                              | Borac Banja Luka                                                     | Zrinjski Mostar                                                      | Velež Mostar                                                         | Nemanja Bilbija                                                      | Zrinjski Mostar                                                      | 24                                                                   |
| 2024-25                              | Zrinjski Mostar                                                      | Borac Banja Luka                                                     | Sarajevo                                                             | Mihael Mlinarić                                                      | Velež Mostar                                                         | 19                                                                   |

## Palmarés
| Club                    | Títulos | Subtítulos | Años de los campeonatos                              |
| ----------------------- | ------- | ---------- | ---------------------------------------------------- |
| HŠK Zrinjski Mostar     | 9       | 3          | 2005, 2009, 2014, 2016, 2017, 2018, 2022, 2023, 2025 |
| FK Željezničar Sarajevo | 6       | 7          | 1998, 2001, 2002, 2010, 2012, 2013                   |
| FK Sarajevo             | 5       | 7          | 1999, 2007, 2015, 2019, 2020                         |
| FK Borac Banja Luka     | 3       | 2          | 2011, 2021, 2024                                     |
| NK Čelik Zenica         | 3       | –          | 1995, 1996, 1997                                     |
| NK Široki Brijeg        | 2       | 5          | 2004, 2006                                           |
| NK Brotnjo Čitluk       | 1       | 1          | 2000                                                 |
| FK Leotar Trebinje      | 1       | –          | 2003                                                 |
| FK Modriča              | 1       | –          | 2008                                                 |
| FK Radnički Lukavac     | –       | 1          | ——                                                   |
| FK Budućnost Banovići   | –       | 1          | ——                                                   |
| FK Slavija Sarajevo     | –       | 1          | ——                                                   |
| FK Sloboda Tuzla        | –       | 1          | ——                                                   |
| FK Tuzla City           | –       | 1          | ——                                                   |